# اوغاش (خداآفرین)
اوغاش یکی از روستاهای استان آذربایجان شرقی است که در دهستان کیوان بخش مرکزی شهرستان خداآفرین واقع شده‌است.